# دينا عبد الله
دينا عبد الله هي ممثلة وإعلامية مصرية من مواليد 16 يناير 1965 بالقاهرة.

## عن حياتها
ولدت بالقاهرة، دخلت المجال الفني في عام 1970 وما زالت مستمرة فيه، وهي شقيقة الممثلة والإعلامية إيناس عبد الله.
حاصلة علي ليسانس الآداب جامعة القاهرة قسم فرنسي سنة 1987.

## أعمالها
- نادي القلوب الجريحة (مسلسل) 2007
- مرات جوزي (مسلسل) 2005، في دور رشا.
- حمزة وبناته الخمسة 2001

الشراقي
مسلسل 1997
اولاد حضرة الناظر (مسلسل) 1996
جوازة ناقصاها شاهد
تمثيلية 1995
ليالي الحلمية (ج5)
مسلسل 1995
عفوا وظيفة هانم
مسلسل 1995
غلط البنات
هالة
فيلم 1994
لعبة القتل
فيلم 1994
ابرياء في المصيدة
مسلسل 1993
الواد الجن
مسرحية 1993
في قلب الليل
مسلسل 1992
كذبة واحده
تمثيلية 1992
عائلة عصرية جدا
مسرحية 1992
ليالي الحلمية (ج4)
مسلسل 1992
يا ناس يا هووه
نعيمه
فيلم 1991
المزاج
فيلم 1991
مطلوب عروسه
عبلة
مسلسل 1990
الحب في حقيبة دبلوماسية مسلسل 1987
أردت أن أعتذر فيلم 1986
رأفت الهجان (ج1)
مسلسل 1987
الاحتياط واجب
سوزي
فيلم 1983
محمد رسول الله ج(2) مريم الصغيرة مسلسل 1981
مفتش المباحث مسلسل 1979
ليالى ياسمين
فيلم 1978
على هامش السيرة
الطفلة
مسلسل 1978
مايوه لبنت الاسطى محمود
فيلم 1978
كباريه الحياة
فيلم 1977
الامام الطبري
مسلسل 1977
عالم عيال عيال
فيلم 1976
بيت بلا حنان
طفلة
فيلم 1976
شاطئ العنف
طفلة
فيلم 1975
الكل عاوز يحب
طفلة
فيلم 1975
امراتان
طفلة
فيلم 1975
يوم الأحد الدامى
طفلة
فيلم 1975
الحفيد
طفلة
فيلم 1974
شياطين إلى الأبد
الطفلة
فيلم 1974
أميره..حبي أنا
سامية (طفلة)
فيلم 1974
السلم الخلفي
فيلم 1973
الشحات
طفلة
فيلم 1973
بيت من رمال
طفلة
فيلم 1972
أصعب جواز
طفلة
فيلم 1970

## روابط خارجية
- دينا عبد الله على موقع IMDb (الإنجليزية)
- دينا عبد الله على موقع الدهليز
- دينا عبد الله على موقع قاعدة بيانات الأفلام العربية